# 沃羅尼夫齊 (赫梅利尼克區)
49°40′0″N 28°10′31″E / 49.66667°N 28.17528°E
沃羅尼夫齊（烏克蘭語：Воронівці），是烏克蘭的村落，位於該國西南部文尼察州，由赫梅利尼克區負責管轄，始建於1508年，面積2.1平方公里，海拔高度251米，人口538。